# 알베르트 아인슈타인 메달
알베르트 아인슈타인 메달(독일어: Albert Einstein-Medaille)은 베른 알베르트 아인슈타인 학회(독일어: Albert Einstein-Gesellschaft)가 1979년부터 매년 수여하는 상이다. 알베르트 아인슈타인이 연구한 분야와 관련된 분야에 업적을 남긴 학자에게 수여된다.

## 수상자 목록
| 년도 | 수상자 이름                |
| 1979 | 스티븐 호킹                |
| 1982 | 프리드리히 트라우고트 바렌 |
| 1983 | 헤르만 본디                |
| 1984 | 빅토어 바이스코프          |
| 1985 | 에드워드 위튼              |
| 1986 | 루돌프 뫼스바우어          |
| 1987 | 잔느 허쉬                  |
| 1988 | 존 아치볼드 휠러           |
| 1989 | 마르쿠스 피어스            |
| 1990 | 로저 펜로즈                |
| 1991 | 조지프 후턴 테일러 주니어  |
| 1992 | 피터 버그만                |
| 1993 | 막스 플뤼키거              |
| 1993 | 아돌프 메이힐              |
| 1994 | 어윈 샤피로                |
| 1995 | 양전닝                     |
| 1996 | 티보 다무르                |
| 1998 | 클로드 니콜리에            |
| 1999 | 프리드리히 히르체부르흐    |
| 2000 | 구스타프 탐만              |
| 2001 | 요하네스 가이스            |
| 2001 | 휴버트 리브스              |
| 2003 | 조지 스무트                |
| 2004 | 미셸 마요르                |
| 2005 | 머리 겔만                  |
| 2006 | 가브리엘레 베네치아노      |
| 2007 | 라인하르트 겐첼            |
| 2008 | 베노 에크만                |
| 2009 | 킵 손                      |
| 2010 | 헤르만 니콜라이            |
| 2011 | 애덤 리스                  |
| 2011 | 솔 펄머터                  |
| 2012 | 알랭 아스페                |
| 2013 | 로이 커                    |
| 2014 | 톰 키블                    |
| 2015 | 스탠리 데저                |
| 2015 | 찰스 W. 미스너             |
| 2016 | 알렉세이 스미르노프        |
| 2017 | LIGO 과학 공동연구소       |
| 2018 | 후안 말다세나              |
| 2019 | 클리포드 마틴 윌           |
| 2020 | 사상수평선망원경           |
| 2023 | 뤽 블랑셰                  |

## 같이 보기
- 알베르트 아인슈타인 상